# 菲什羅克 (加利福尼亞州)
菲什羅克（英語：Fish Rock）是位於美國加利福尼亞州門多西諾縣的一個非建制地區。該地的面積和人口皆未知。

## 地理
菲什羅克的座標為38°48′18″N 123°35′07″W / 38.80500°N 123.58528°W，而該地的平均海拔高度為52米（即171英尺）。